# Devils (álbum de The 69 Eyes)
Devils é o sétimo álbum de estúdio da banda finlandesa de rock The 69 Eyes. Foi lançado em 22 de outubro de 2004 pela Virgin/EMI. É o primeiro CD da banda lançado na América do Norte.

## Faixas
1. "Devils" – 3:52
2. "Feel Berlin" – 4:09
3. "Nothing on You" – 4:10
4. "Sister of Charity" – 5:04
5. "Lost Boys" – 3:22
6. "Jimmy" – 3:10
7. "August Moon" – 3:37
8. "Beneath the Blue" (feat. Ville Valo) – 3:13
9. "Christina Death" – 4:02
10. "Hevioso" – 4:12
11. "Only You Can Save Me" – 3:33

## Faixas bônus
1. "From Dusk 'Til Dawn"
2. "Pitchblack"

## Desempenho

### Parada semanal
| Parada musical (2004)               | Melhor posição |
| ----------------------------------- | -------------- |
| Alemanha (Media Control Charts)     | 91             |
| Finlândia (Suomen virallinen lista) | 1              |

### Certificações
| País                          | Certificação | Data | Vendas certificadas |
| ----------------------------- | ------------ | ---- | ------------------- |
| Finlândia (Musiikkituottajat) | Platina      | 2012 | 37.896              |